# Rana culaiensis
Rana culaiensis är en groddjursart som beskrevs av Li, Lu och Li 2008. Rana culaiensis ingår i släktet Rana och familjen egentliga grodor. Inga underarter finns listade i Catalogue of Life.